# 로빈 윌리엄스 (교수)
로빈 윌리엄스(Robin Williams, 1952년 ~ )는 영국 스코틀랜드에 소재한 에든버러 대학교의 과학기술학 (Science, Technology and Innovation Studies) 교수이며 과학기술혁신 연구소 (the Institute for the Study of Science, Technology and Innovation)의 소장을 겸임하고 있다. 과학기술학 분야의 학제적 연구를 주도해온 로빈 윌리엄스 교수는 기술의 사회적 형성론 (Social Shaping of Technology)분야의 최고 권위자로 기술이 사회적 영향을 받으며 복합적인 과정으로 발전하고, 설계단계 뿐만 아니라 기술의 실행과정에도 사회적 요인이 개입함을 강조하고 있다.

## 경력
로빈 윌리엄스 교수는 영국 애스턴 대학교에서 기술정책분과의 연구원으로 6년간 재직하였고, 1986년 에든버러 대학교내 사회과학 연구센터에 합류하였다. 그는 정보통신분야 ESRCP 프로그램 (1986-1995)과 관련한 영국내 6개 센터가운데 하나인 에든버러 PICT 센터의 코디네이터로 활동하기도 했다. 이 기간동안 로빈 윌리엄스 교수와 PICT의 학자들은 기술의 설계와 실행에 있어 사회, 경제, 정치적 측면의 이슈들에 대해 다양한 저술을 남겼으며, 이 가운데서도 ‘broach church’ of social shping of technology는 과학기술학 분야의 영향력 있는 저술로 평가받고 있다. 그는 1997년에 RCSS의 소장이 되었다.
2001년 로빈 윌리엄스 교수는 과학기술혁신 연구소 (Institute for the Study of Science, Technology and Innovation)를 설립하고 에든버러 대학교내 이와 관련한 연구를 수행하는 연구원, 교직원 그리고 지식이전에 관련한 전문연구그룹을 구성하여 활발한 활동을 펼쳐왔다.

## 주요 저술
- Software and Organisations: The Biography of the Enterprise-Wide System - Or how SAP Conquered the World (2009), Routledge, with Neil Pollock
- Social Learning in Multimedia (2005), Edward Elgar, with Stewart and Slack.
- Policies for Cleaner Technology: A New Agenda for Government and Industry (1999), Earthscan, with Clayton and Spinardi.
- The Social Shaping of Information Superhighways: European and American Roads to the Information Society (1997), Campus Verlag, co-edited with Kubicek and Dutton.
- Expertise and innovation: Information technology strategies in the financial services sector (1994), Clarendon Press, Oxford, with Fincham, Fleck, Proctor, Scarbrough and Tierney.